# Гута (архітектура)

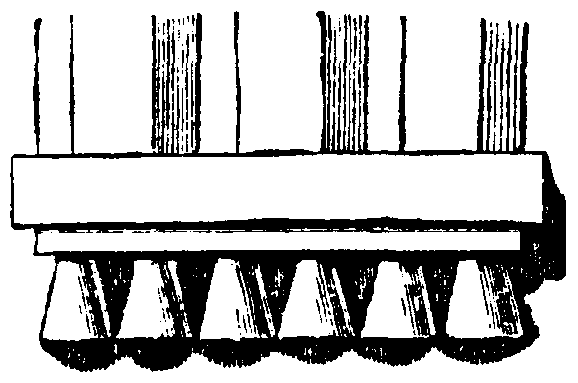
Гути

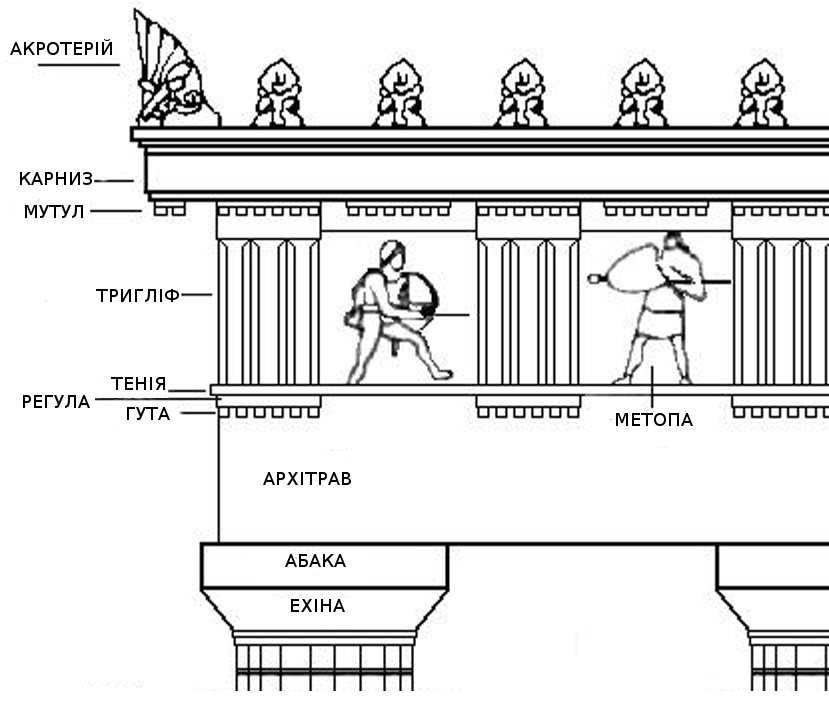
Схема доричного антаблемента з позначенням гути

Гу́та (лат. gutta — «крапля») — прикраси у вигляді маленьких зрізаних конусів або циліндрів у доричному ордері. Нагадують краплі води, що стікає з карниза після дощу.
Гути розташовуються під регулою (під тригліфами). На додачу до них на нижньому боці горизонтальних гейзонів розташовані мутули, що звичайно мають три ряди по шість гут.